# 喬丹·洛通巴
姆武拉·喬丹·洛通巴（法語：Mvula Jordan Lotomba；1998年9月29日—），瑞士足球運動員，現效力荷甲球會飛燕諾，瑞士國家足球隊成員，司職右後衛。他曾隨國家隊參加了2020年歐洲足球錦標賽。

## 俱樂部生涯
洛通巴出道於瑞士球隊洛桑體育，2016/17賽季，他代表球隊出場41次，打入2球。
2017年7月，洛通巴轉會加盟瑞士球隊年青人。2017至2020年期間，他代表球隊出場54次。
2020年8月3日，洛通巴轉會加盟法甲球隊尼斯。 2020/21賽季，他代表球隊出場20次，打入1球。

## 國家隊生涯
2020年10月7日，洛通巴完成了個人的國家隊首秀。 2021年6月2日，洛托姆巴入選2020年歐洲杯26人最終名單。

## 外部連結
- 喬丹·洛通巴在瑞士足球超級聯賽的網站上